# 酒井忠方
酒井 忠方（さかい ただみち）は、出羽松山藩6代藩主。左衛門尉酒井家分家6代。
文化5年（1808年）、5代藩主・忠禮の長男として生まれる。文政4年（1821年）、父の死去により家督を継ぐ。藩財政再建のために、桑や漆などの生産を奨励し、倹約を行なうなどして藩政改革に努めたが、天保の飢饉で大被害を受けて、本家の庄内藩から借金をするという有様であった。しかし窮民の援助では尽力している。弘化2年（1845年）10月20日、家督を長男の忠良に譲って隠居する。
明治20年（1887年）2月14日に死去した。享年80。

## 系譜
父母
- 酒井忠禮（父）

正室
- 於鉄 ー 奥平昌高の娘

子女
- 酒井忠良（長男）
- 森川俊方（六男）
- 酒井忠毗正室・洛子